# قرص نجمي دوار

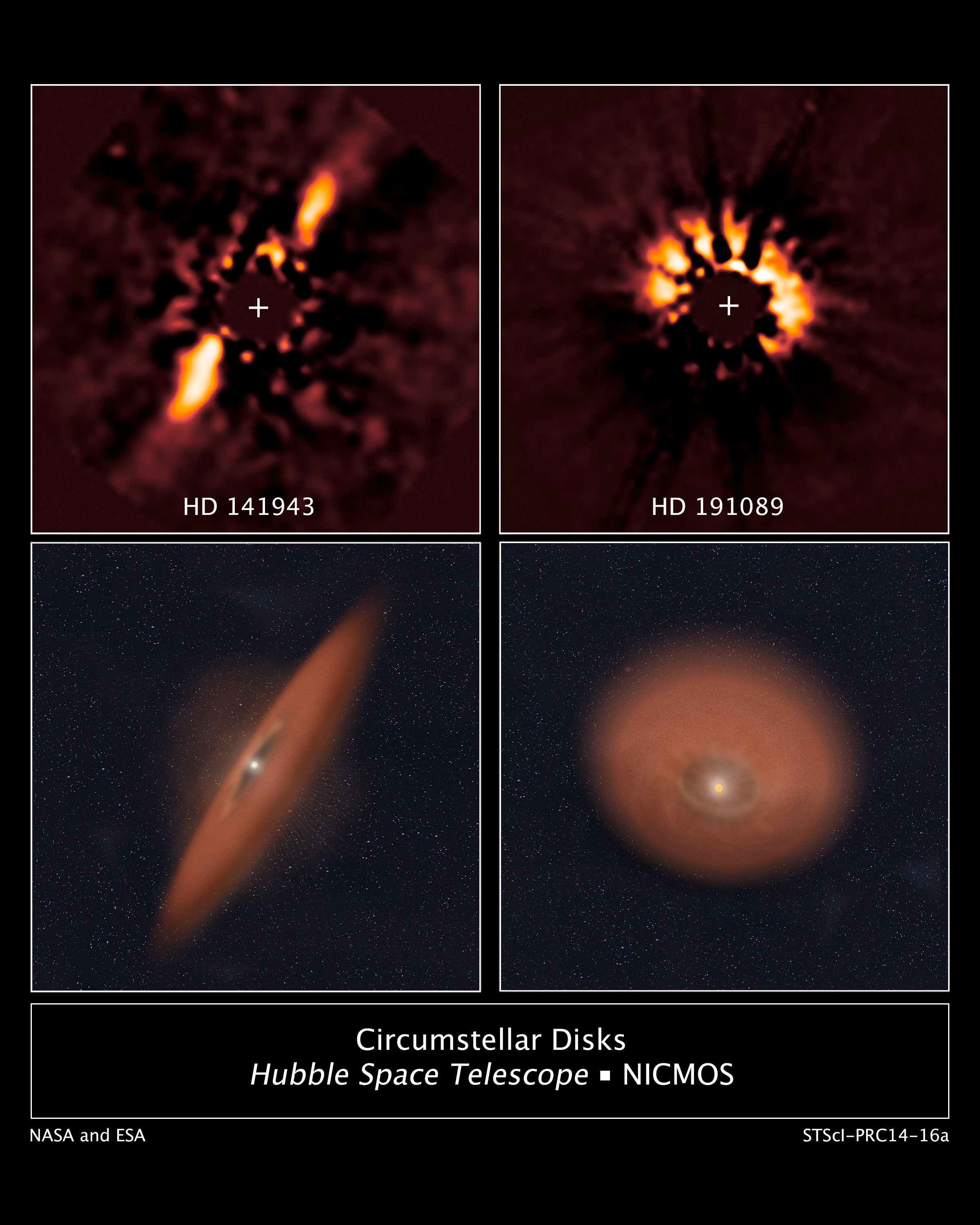
أقراص نجمية دوارة.

القرص النجمي الدوار هو عبارة عن قرص مكون إما من مواد متراكمة هي: الغاز والغبار الكوني والكواكب المصغرة والكويكبات، أو من شظايا اصطدامات حدثت في مدار حول أحد النجوم. ومن المحتمل أن تتكون كواكب في هذه الأماكن.
المادة الحول نجمية هي مادة غازية وترابية موجودة مباشرة حول نجم ما وترتبط في نشأتها معه وهي تكون دوارة حوله بفعل الجاذبية ، وتتكون منها كواكب وكويكبات . المادة الحول نجمية تكون في الغالب حطاما يقع تحت تأثير نجم واحد كبير وتتكون منها كواكب وكويكبات . على عكس الوسط بين نجومي الذي يشغل الفراغ الكبير بين النجوم فهي تكون خالية تقريبا من المادة تتباعد فيها ذرات متناثرة وربما جزيئات بسيطة في ظروفها الفيزيائية والديناميكية . في الفراغ ما بين النجوم تنتشر أيضا جسيمات وأشعة مما ما يعطيه النجم من مادة، وقد تشكل رياحا منطلقة من النجم . وعلى ذلك فالمادة الحول نجمية تضم أيضاً المادة الغازية فعند نشأة النجوم لا تتحول كل المادة الموجودة في السحابة القرصية الشكل بتأثير الجاذبية، إلى نجوم، أي أنها لا تستهلك كلية في تكوين نجم، وإنما يبقى جزء كبير يظهر في شكل مادة حول نجمية قبل أن يضيع في مادة ما بين النجوم، كما أن السدم الكوكبية أيضاً تنتمي إلى المادة الحول نجمية ولكنها تكون ذات مدارات حول النجم بعيدة جدا. فالسدم حول الشمس تكاد مداراتها التي تكون غالبا في شكل القطع الناقص آتية من حدود المجموعة الشمسية وتدخل الحيز الكثيف بالكواكب في داخل المجموعة الشمسية وتقترب من الشمس ثم تلف حول الشمس مبتعدة لتكمل مسارها من حيث أتت.

## أنواع الأقراص النجمية
- السدم الافتراضية
- الأقراص الازديادية هي أقراص تقوم النجوم الحديثة العهد بجذب المادة منها باستمرار وهذه الطريقة التي تقوم فيها النجوم بزيادة كتلتها. وتزداد كتلة النجم بما يتراوح بين 10−7 و 10−9 كتلة شمسية في السنة.
- القرص الكوكبي الدوار هو عبارة عن قرص نجمي دوار يتكون من الغاز والغبار الكوني ويحيط بالنجوم الحديثة العهد. ومن الممكن أن تصل كتلته إلى بضع أجزاء من مئة من النجم الذي يُطوقه.

## أقراص نجمية في نظامنا النجمي
- حزام الكويكبات هو حزام من الكتل الصخرية الصغيرة يقع في نظامنا الشمسي بين مداري كوكبي المريخ والمشتري.
- حزام كايبر الواقع في أطراف نظامنا الشمسي.
- سحابة أورط والتي تشكل مصدر النيازك والمذنبات في النظام الشمسي وهي تقع في ما بعد حزام كايبر.

## النظام الثنائي
يسمح سقوط الغاز على نظام ثنائي بتكوين قرص نجمي دوار أو قرص ثنائي دوار. سيتشكل مثل هذا القرص لأي نظام ثنائي يحتوي الغاز المتساقط فيه على قدر من الزخم الزاوي. لوحظت زيادة عامة في تكوين القرص مع زيادة مستويات الزخم الزاوي:
- القرص الأولي الدوار هو هذا الذي يدور حول النجم الأولي (النجم الأكثر كتلة) في النظام الثنائي. سوف يتشكل هذا النوع من الأقراص عن طريق التراكم في حالة وجود أي زخم زاوي في الغاز المتساقط.[5]
- القرص الثانوي الدوار هو هذا الذي يدور حول النجم الثانوي (الأقل كتلة) في النظام الثنائي. لن يتشكل هذا النوع من الأقراص إلا عند وجود مستوى عالٍ بدرجة كافية من الزخم الزاوي داخل الغاز المتساقط. تعتمد كمية الزخم الزاوي المطلوبة على النسبة بين كتلة النجم الثانوي إلى كتلة النجم الأولي.[6]
- القرص الثنائي الدوار هو الذي يدور حول النجم الأولي والثانوي كليهما، سيتكون هذا القرص في وقت أكبر من وقت تكوين القرص الأولى الدوار والقرص الثانوي الدوار، ويزيد نصف قطره الداخلي كثيرًا عن نصف قطر النظام الثنائي. يمكن أن يتكون القرص الثنائي الدوار بحد أقصى للكتلة يبلغ نحو 0.005 كتلة شمسية. وعند هذه النقطة، يتعذر على النظام الثنائي عمومًا إحداث اضطراب في القرص بقوة تكفي لتراكم الغاز بشكل أكبر على القرص الأولي الدوار والقرص الثانوي الدوار. تمكن رؤية أحد أمثلة القرص الثنائي الدوار حول النظام النجمي جي جي. التابع لكوكبة الثور.[5]

بمجرد تكوين القرص النجمي الدوار، تتشكل موجات كثافة حلزونية في مادة القرص النجمي الدوار من خلال عزم دوران تفاضلي بسبب جاذبية النظام الثنائي. غالبية هذه الأقراص متماثلة حول محور مستوى النظام الثنائي، لكن يمكن لعدة عمليات أن تسبب انحناء أو ميلا في قرص مسطح من البداية، مثل عملية تأثير باردين-بيترسون، أو نتيجة  مجال مغناطيسي منحرف ثنائي القطب، أو ضغط إشعاعي.
يوجد دليل قوي على الأقراص المائلة في الأنظمة هير إكس 1، وإس إم سي إكس 1، وإس إس 433
Her X-1 و SMC X-1 و SS 433 (ضمن أنظمة أخرى)، إذ يُرى حجب دوري لانبعاثات الأشعة السينية بترتيب 50– 200 يومًا، وهذا أبطأ بكثير من حجب مدار النظام الثنائي الذي يستمر نحو يوم واحد. يُعتقد أن الحجب الدوري ينتج من مبادرة حركة القرص الأولي الدوار أو القرص الثانوي الدوار الذي عادةً ما يحدث بشكل تراجعي بالنسبة لدوران النظام الثنائي، نتيجةً لنفس عزم الدوران التفاضلي الذي يخلق موجات كثافة حلزونية في قرص متماثل حول المحور.
تمكن رؤية أدلة على أقراص ثنائية دوارة مائلة عن طريق الهندسة المنحنية في الأقراص النجمية الدوارة وفي مبادرة حركة انبعاثات النجوم الأولية والمدارات المائلة للأجسام الدائرة حول الكواكب (كما هو مشاهد في النجم الثنائي الكسوفي تي واي سي آر إيه TY CrA). بالنسبة للأقراص التي تدور حول نظام ثنائي نسبة كتلة نجمه الثانوي إلى كتلة نجمه الأولي منخفضة، سيتعرض القرص الثنائي الدوار لمبادرة حركة شديدة في فترة زمنية تصل إلى سنوات. أما بالنسبة للأقراص التي تدور حول نظام ثنائي، تساوب نسبة الكتلة فيه واحدا، سيكون عزم الدوران قوياً لدرجة تكفي لتفتيت القرص من داخله إلى قرصين منفصلين أو أكثر.

## الغبار
- تتكون أقراص الحطام من الكويكبات إلى جانب الغبار الناعم وكميات ضئيلة من الغاز الناتجة عن تصادماتها وتبخرها. تفرق كل من الغاز وجسيمات الغبار الصغيرة الأصلية ثم تجتمع مشكلةً كواكب.[10]
- سحابة البروج أو الغبار بين الكوكبي هو مادة موجودة في النظام الشمسي نشأت عن طريق تصادمات الكويكبات وتبخر المذنب الذي يظهر للمراقبين على الأرض على شكل حزمة من الضوء المتناثر على امتداد مسار الشمس قبل الشروق أو بعد الغروب.
- الغبار الخارج عن البروج هو غبار متجمع حول نجم آخر غير الشمس في موقع يشبه موقع ضوء البروج في النظام الشمسي.